# Fahad Al-Ansari
Fahad Al Ebrahim Al-Ansari (Al Kuwait, 25 febbraio 1987) è un ex calciatore kuwaitiano, di ruolo centrocampista.

## Carriera

### Nazionale
Ha esordito in Nazionale nel 2009 e ha segnato una rete con la maglia della nazionale per la prima volta il 14 novembre 2019, in una gara di qualificazione ai mondiali contro Taiwan.